# Yugawaralit
Yugawaralit – minerał z gromady krzemianów, zaliczany do grupy zeolitów. Należy do grupy minerałów bardzo rzadkich.
Nazwa pochodzi od Yugawara w Japonii, gdzie po raz pierwszy znaleziono ten minerał (znany od 1952 r.).

## Właściwości[1]
- Wzór chemiczny: CaAl
2Si
6O
16·4H
2O – uwodniony glinokrzemian wapnia
- Układ krystalograficzny: jednoskośny, trójskośny
- Twardość: 4,5 – 5 w skali Mohsa
- Gęstość: 2,20 - 2,23 g/cm³
- Rysa: biała
- Barwa: biała, bezbarwna
- Przełam: nierówny
- Połysk: szklisty
- Łupliwość: wyraźna

Zazwyczaj tworzy kryształy o pokroju tabliczkowym.
Występuje w skupieniach zbitych, ziarnistych, naskorupieniach. Prawidłowe, dobrze wykształcone kryształy w formie szczotek krystalicznych, spotykane są w druzach i geodach. Jest kruchy i przezroczysty.

## Występowanie
Produkt procesów hydrotermalnych. Występuje w pustkach skalnych skał wulkanicznych. Współwystępuje z kwarcem, kalcytem, heulandytem, laumontytem.
Miejsca występowania: Włochy – na Sycylii, Japonia, Islandia, Indie, USA.